# Gallo Matese
Gallo Matese is een gemeente in de Italiaanse provincie Caserta (regio Campanië) en telt 724 inwoners (31-12-2004). De oppervlakte bedraagt 30,9 km², de bevolkingsdichtheid is 25 inwoners per km².
De volgende frazioni maken deel uit van de gemeente: Vallelunga.

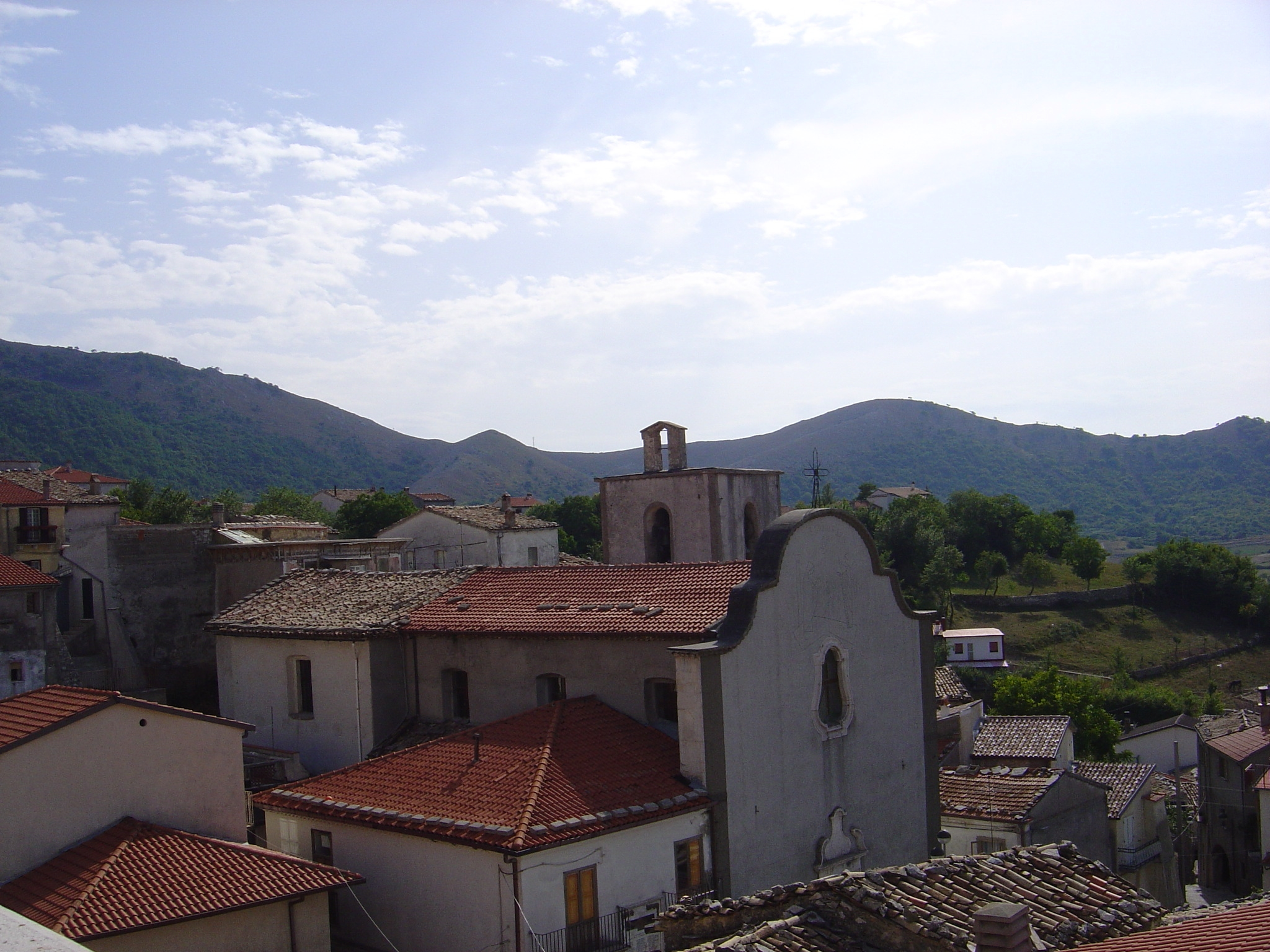
Gallo Matese
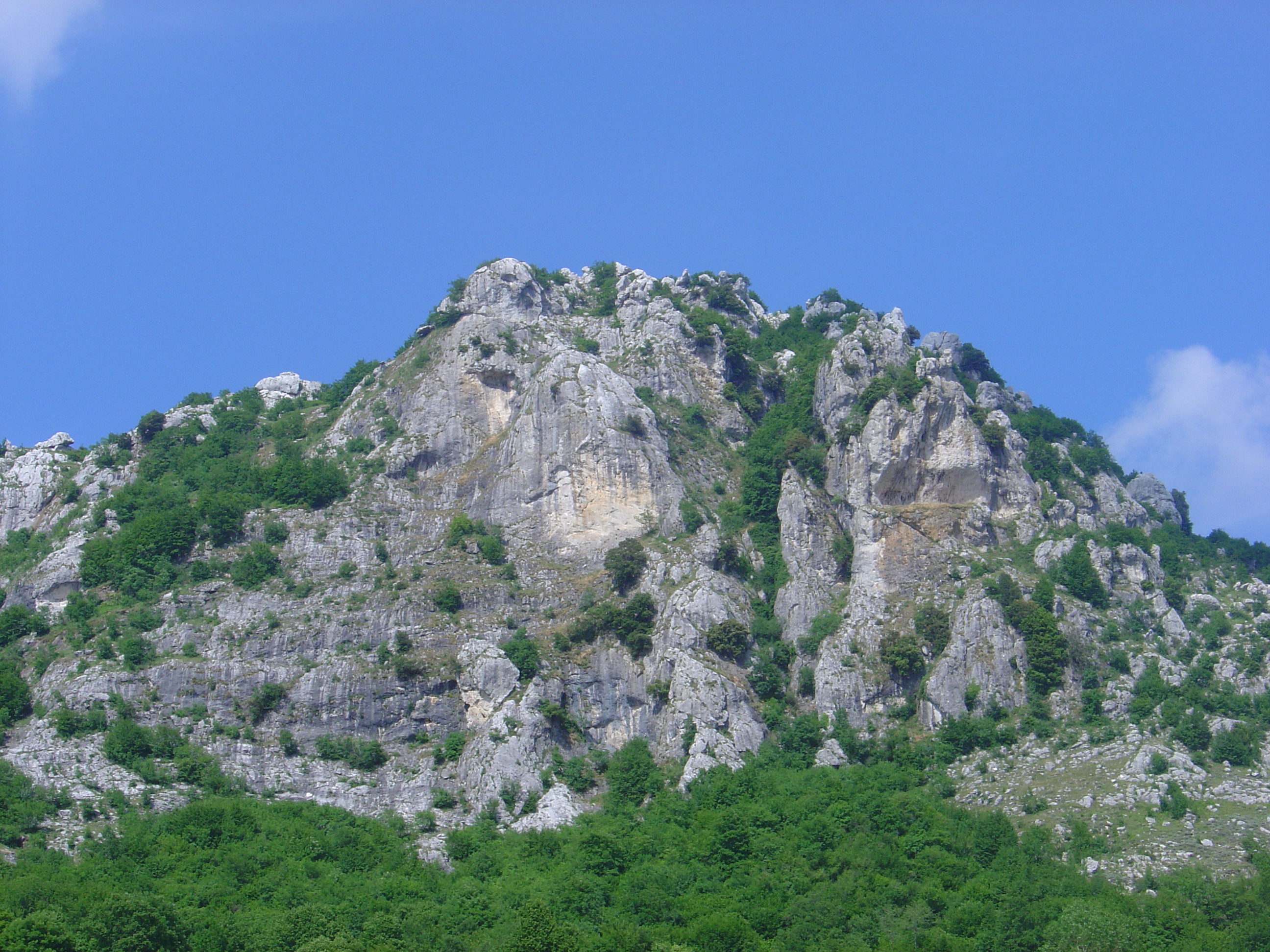
La Preucia

## Demografie
Gallo Matese telt ongeveer 292 huishoudens. Het aantal inwoners daalde in de periode 1991-2001 met 17,9% volgens cijfers uit de tienjaarlijkse volkstellingen van ISTAT.
| Jaar | Inwoneraantal |
| ---- | ------------- |
| 1991 | 927           |
| 2001 | 761           |

## Geografie
De gemeente ligt op ongeveer 875 meter boven zeeniveau.
Gallo Matese grenst aan de volgende gemeenten: Capriati a Volturno, Fontegreca, Letino, Longano (IS), Monteroduni (IS), Prata Sannita, Roccamandolfi (IS).